# هندرا ستیاوان
هندرا ستیاوان (اندونزیایی: Hendra Setiawan؛ زادهٔ ۱۹ مهٔ ۱۹۷۵) بدمینتون‌باز اهل اندونزی است.